# يوهانا فاغنر
يوهانا فاغنر (بالألمانية: Johanna Wagner )‏ (و. 1828 – 1894 م) هي مغنية، ومغنية أوبرا، ومعلمة موسيقى، وممثلة، وممثلة مسرحية ألمانية، ولدت في زيلتسه، توفيت في فورتسبورغ، عن عمر يناهز 66 عاماً.